# Rafael Ángel Calderón Guardia
Rafael Ángel Calderón Guardia, född 8 mars 1900 i San José, död 9 juni 1970, var en läkare och politiker från Costa Rica som var Costa Ricas president från 1940 till 1944.

## Tidiga år
Calderón Guardia studerade i Costa Rica, Frankrike och Belgien, där han gifte sig med Yvonne Clays Spoelders, som senare blev Costa Ricas första kvinnliga diplomat. Efter avslutade studier i Belgien arbetade han som kirurg, och fortsatte med denna yrkesverksamhet även efter att han lämnat presidentämbetet. Han blev San Josés kommunordförande vid 30 års ålder och 1934 kom han in i kongressen som medlem av Nationella replikanska partiet.

## Tiden som president 1940–1944
1940 fick Calderón Guardia stöd av den sittande presidenten León Cortés Castro för att ställa upp som presidentkandidat. Han vann presidentvalet med stöd från konservativa kretsar, bland annat inom kaffenäringen, vars intressen hade gynnats av de flesta costaricanska presidenter. Strax efter att han valdes övergav han dock landets kaffeelit i syfte att åtgärda den utbredda fattigdomen och hälsoproblemen bland de lågavlönade. Bland annat infördes minimilön, pensionssystemet CCSS och en landreform. Han instiftade också Costa Ricas universitet.
Calderón Guardia fick stöd från fackföreningsrörelser, vissa inflytelserika präster inom Katolska kyrkan såsom ärkebiskopen Víctor Sanabria, och kommunistpartiet Vanguardia Popular under Manuel Mora, vilket möjliggjorde för honom att genomföra sina reformer. Han blev dock impopulär hos en växande koalition av markägare, industrimän, militärer och konservativa krafter inom kyrkan. Resultatet blev ökad polarisering i det costaricanska samhället under hans regeringstid.
Under Calderón Guardia gick Costa Rica med i andra världskriget på den allierade sidan och samarbetade med USA. Under kriget fängslades många costaricaner av tysk härstamning och deras egendom konfiskerades, bland annat stora kaffeplantager och banker. Detta gjorde Calderón Guardia mycket impopulär bland den inflytelserika tyska minoriteten i landet. Många tyskättade familjer kom senare att stödja hans politiska rival José Figueres Ferrer.

## Efter presidenttiden
I valet 1944 gav Calderón Guardia och många av hans allierade sitt stöd för Teodoro Picado Michalski som näste president. Konstitutionen tillät inte en president att sitta två mandatperioder i sträck. Picados presidentperiod var mindre politiskt turbulent än de föregående fyra åren. Dock förberedde sig både Calderón Guardia och hans motståndare för en hård kamp i 1948 års val, då Calderón Guardia åter skulle kunna ställa upp som president och fortsätta sitt reformprogram.
I valet 1948 besegrades Calderón Guardia av Otilio Ulate Blanco med 10 000 röster i ett omstritt val. Ulate förklarades som vinnare av två av de tre ledamöterna i valstyrelsen. Samtidigt vann dock Calderón Guardias parti en majoritet i kongressen, och ogiltigförklarade presidentvalet, i syfte att hålla ett nytt val som de räknade med att Calderón Guardia skulle vinna. Detta ledde till att José Figueres Ferrer startade ett uppror mot regeringen, vilket resulterade i Costaricanska inbördeskriget mars till april 1948. Figueres Ferrers sida vann inbördeskriget, och efter en övergångsperiod med juntastyre och ny konstitution, lämnades makten 1949 över till Ulate Blanco, vilket inledde en lång period av stabilitet och demokrati i landet. Figueres Ferrer återkom senare som demokratiskt vald president under två mandatperioder.
Efter nederlaget i inbördeskriget flydde Calderón till Nicaragua och vidare till Mexiko där han arbetade som läkare för att försörja sig. 1958 tilläts han återvända till Costa Rica och valdes som ledamot av kongressen, men tjänstgjorde aldrig där. Han ställde åter upp i presidentvalet 1962 och förlorade mot Francisco Orlich Bolmarcich. Han var Costa Ricas ambassadör i Mexiko 1966–1970.
Calderón Guardia har förblivit en av de mest kontroversiella personerna i Costa Ricas historia, inte minst genom att ha varit Figueres Ferrers rival.

## Familj
Rafael Ángel Calderón Guardias son, Rafael Ángel Calderón Fournier, grundade ett nytt parti 1984 och valdes 1990 till president. Sonen förde en mer högerinriktad politik än fadern. Dottern Alejandra var aktiv som politiker på vänsterkanten till hon omkom i en trafikolycka 1979.